# Casamanya

De Casamanya of de pic del Casamanya is een berg gesitueerd in de Pyreneeën in het hart van Andorra. De berg heeft drie ongeveer even hoge toppen:
- Casamanya zuid 2.740 m.
- Casamanya midden 2.725 m.
- Casamanya noord 2.752 m.

De berg is centraal gelegen in Andorra en scheidt de parochies Ordino en Canillo. De top van de berg kan relatief eenvoudig bereikt worden vanaf de Coll d’Ordino.